# Зліва направо
«Зліва направо» (англ. Left to Right) — науково-фантастичне оповідання американського письменника Айзека Азімова, опубліковане у січні 1987 році. Оповідання ввійшло в збірку «Золото» (1995).

## Сюжет
Роберт Л. Форвард створив пристрій, який змінить все, що проходить через нього в антиматерію. Інший персонаж пропонує послати протони через нього, але Форвард каже, що він вже робив це і тепер буде посилати себе. Інший персонаж стверджує, що після цього його внутрішні органи будуть дзеркально відображеними, але Форвард стверджує, що він зможе пройти через пристрій вдруге, щоб повернути все на місце.
Він проходить через прилад, і перевіряє своє серцебиття і шрам від апендектомії (які знаходяться на тій же стороні тіла, як і раніше). Він похмуро повідомляє, що «все залишилось так як і раніше і це вірно так само як те, що його ім'я Роберт Л. Беквард (англ. Robert L. Backward)».